# والدریش سیگن

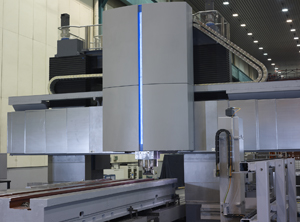
والدریش سیگن

والدریش سیگن (انگلیسی: WaldrichSiegen) شرکت ماشین‌آلات آلمانی است، که در سال ۱۸۴۰ تأسیس شد.